# Annemarie Heinrich
Annemarie Heinrich (Darmstadt, 9 januari 1912 - Buenos Aires, 22 september 2005) was een in Duitsland geboren genaturaliseerde Argentijnse fotografe die zich specialiseerde in portretten en naaktfoto's. Annemarie Heinrich wordt beschouwd als een van de belangrijkste fotografen van Argentinië.
Zij is bekend om haar foto's van verschillende beroemdheden uit de Argentijnse filmwereld, zoals Tita Merello, Carmen Miranda, Zully Moreno en Mirtha Legrand, maar ook van andere culturele persoonlijkheden zoals Jorge Luis Borges, Pablo Neruda en Eva Perón. Ze fotografeerde ook landschappen, stadsgezichten, dieren, en abstracte kunst. Haar foto's van Zuid-Amerika hebben een belangrijke etnografische waarde, omdat ze de veranderingen in het gebied door de 20e eeuw heen laten zien.
Haar familie emigreerde van het Duitse Keizerrijk naar Argentinië toen Annemarie nog maar 14 jaar oud was, omdat haar vader, vroeger eerste viool bij de Berlijnse Opera, gewond uit de Eerste Wereldoorlog was teruggekeerd en niet in staat was zijn instrument te bespelen, en twee van Annemarie's moeders broers voor de oorlog naar Argentinië waren verhuisd.

## Galerij

Zelfportretten
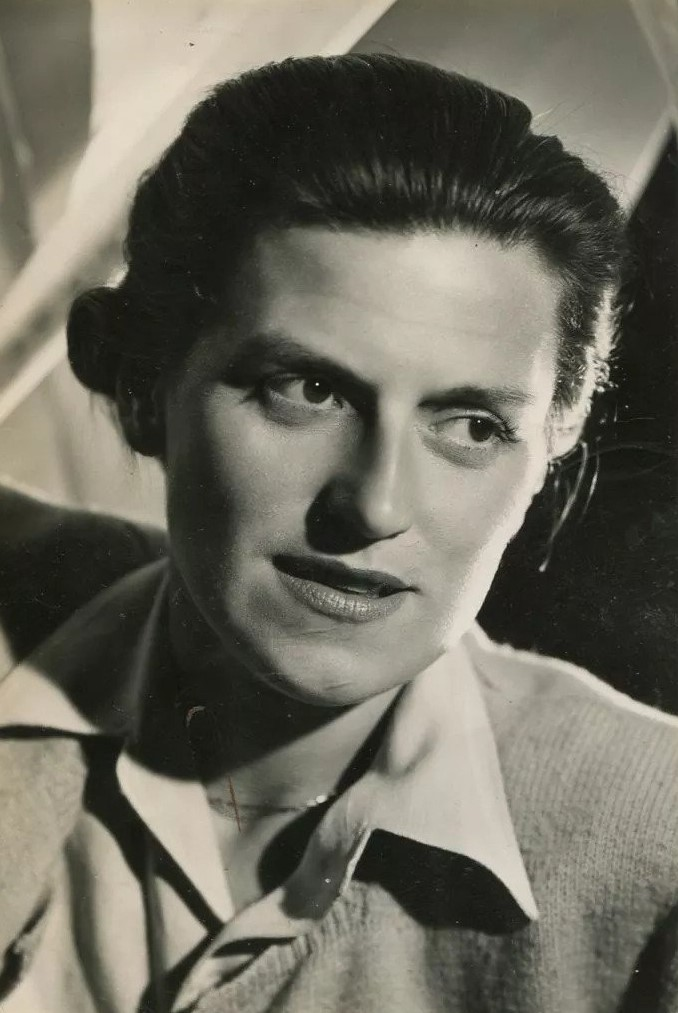
Rond 1950
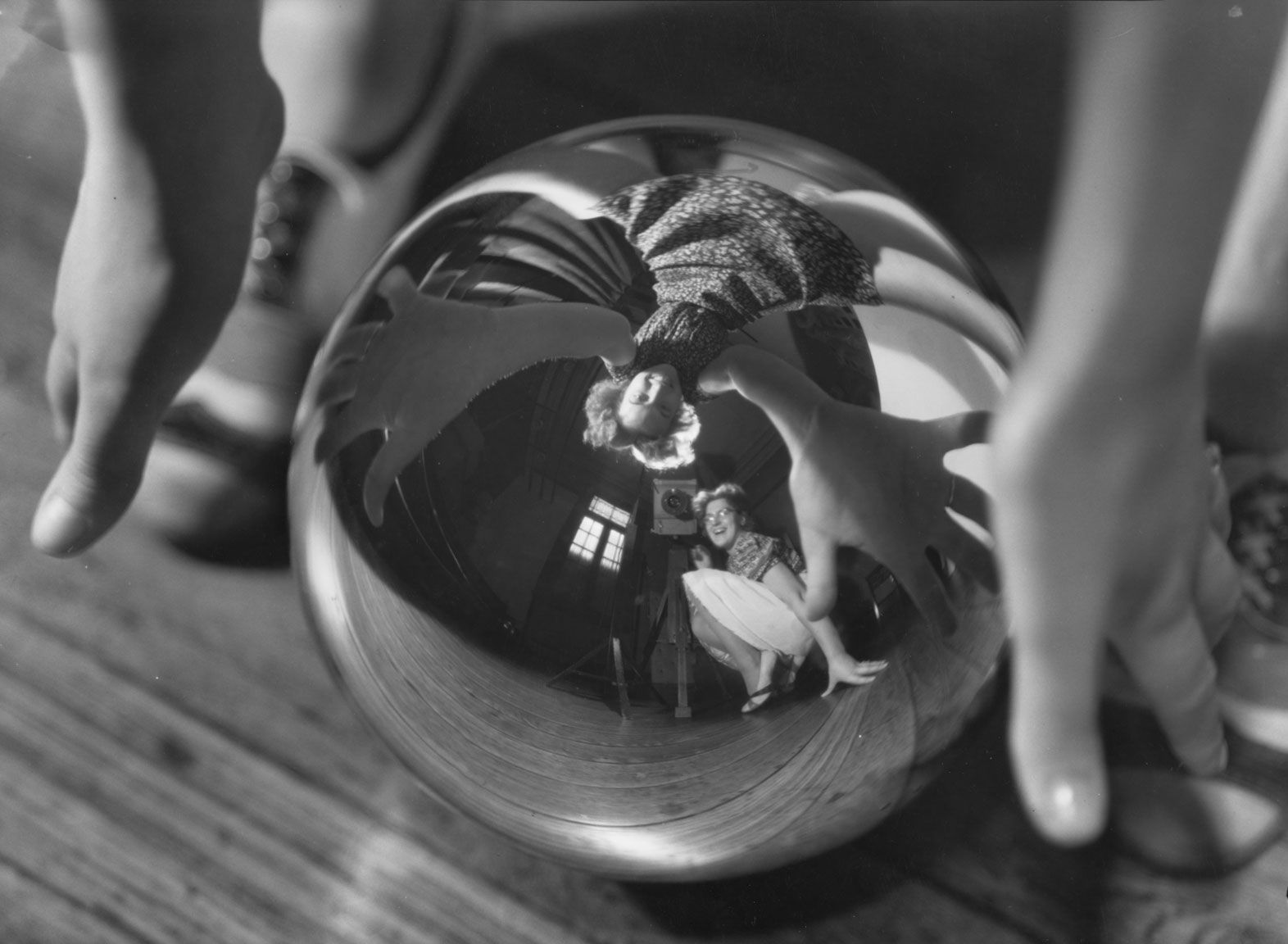
Met Ursula, 1938
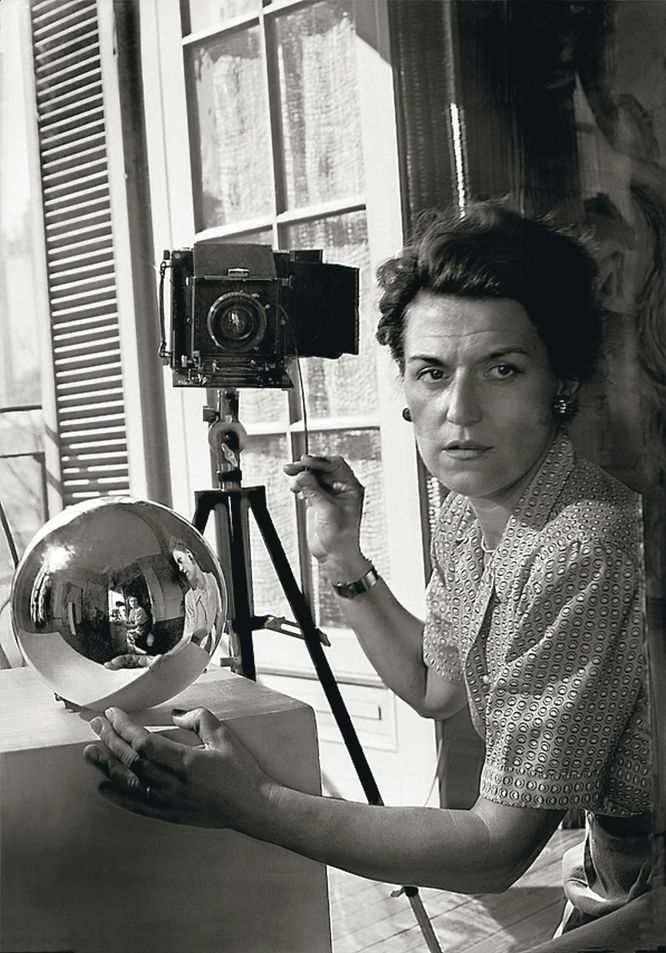
1945
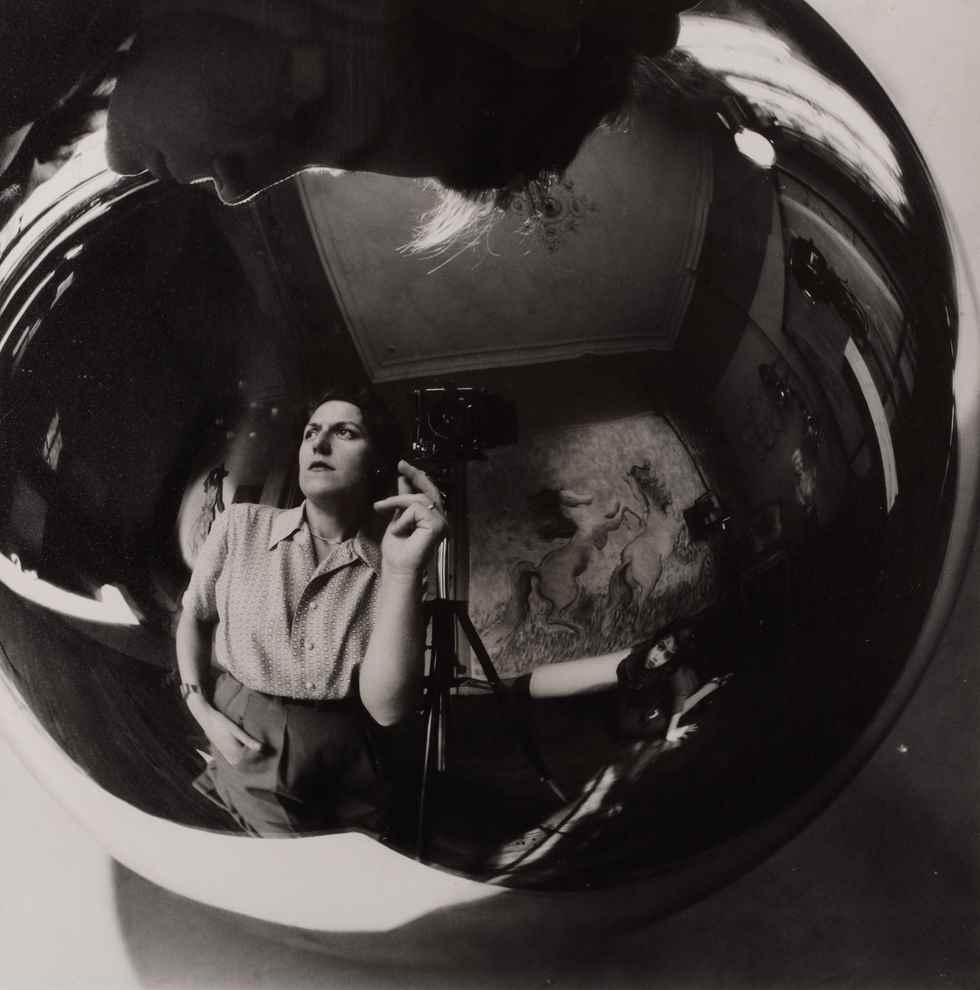
1947
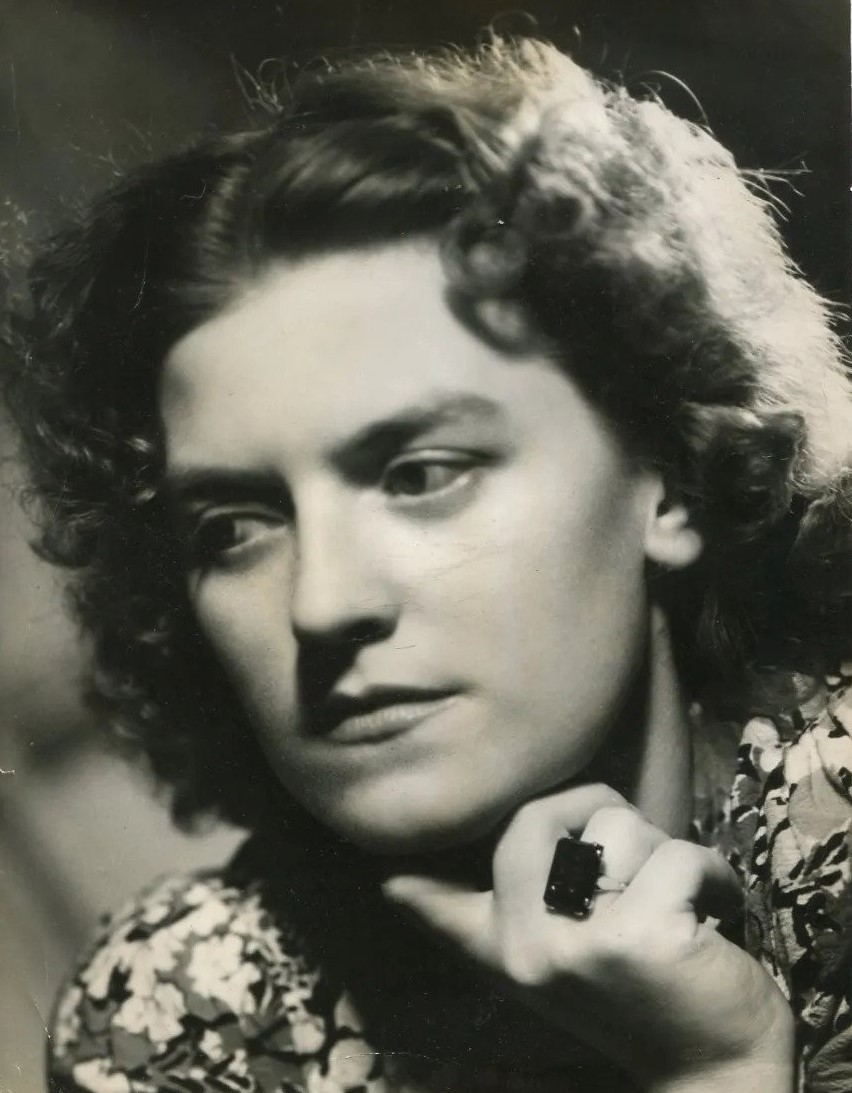
Rond 1950

Portretten
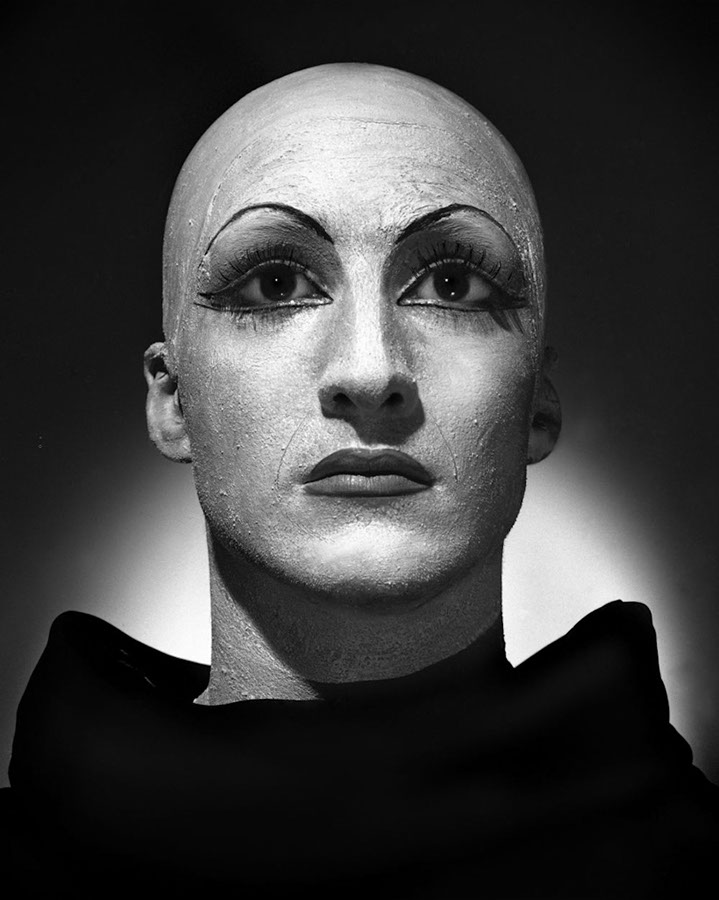
Antonio Truyol
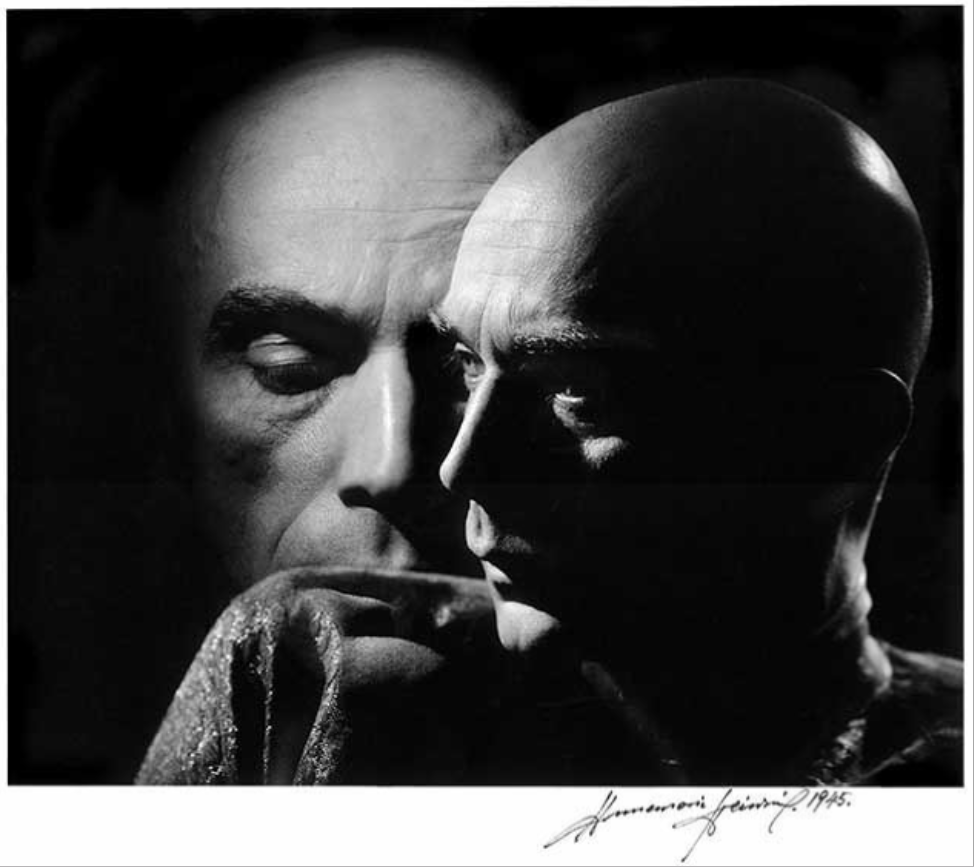
Harald Kreutzberg
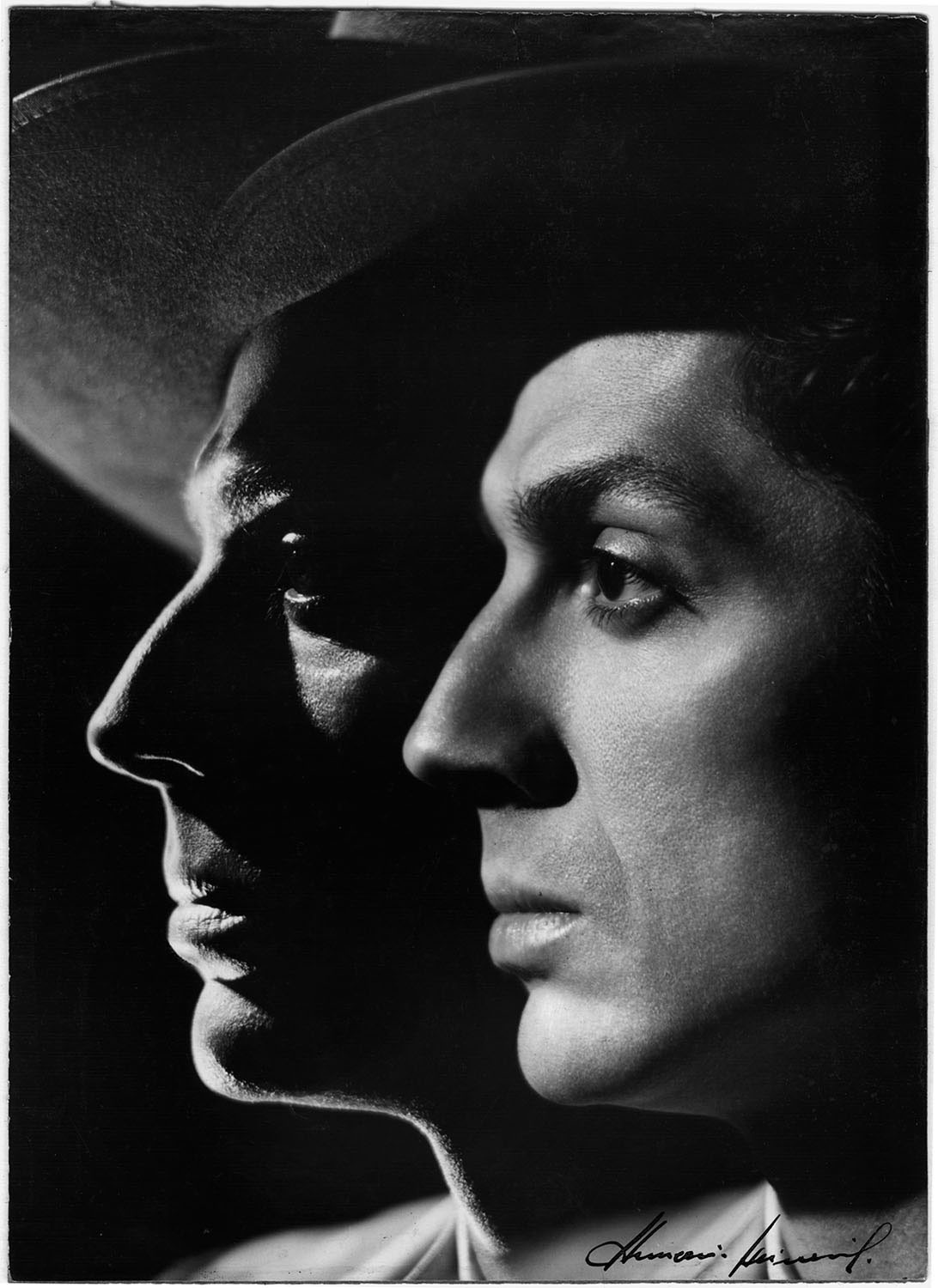
Antonio Ruiz Soler
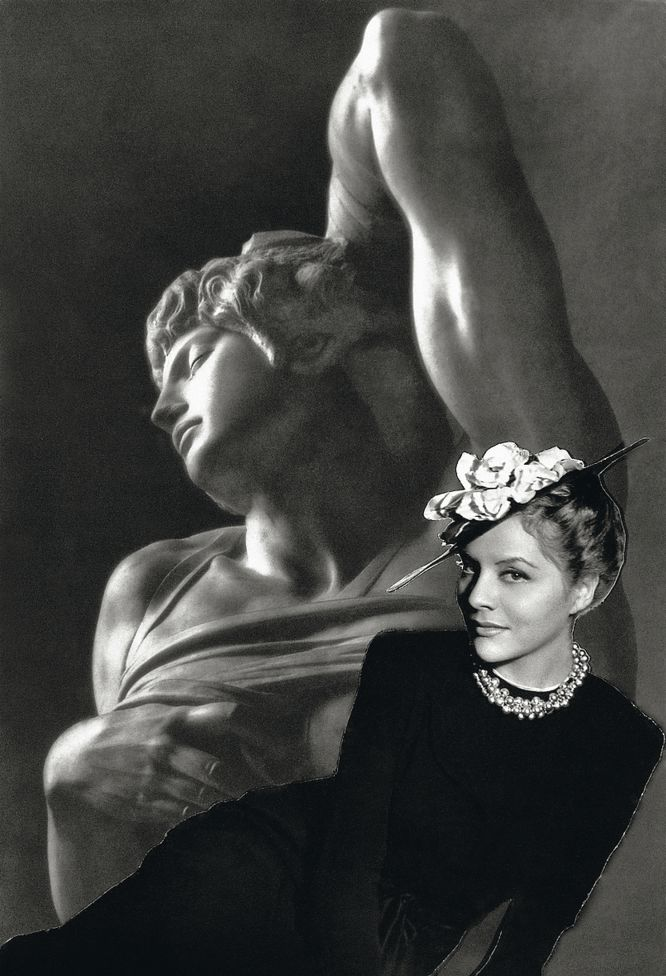
Amelia Bence
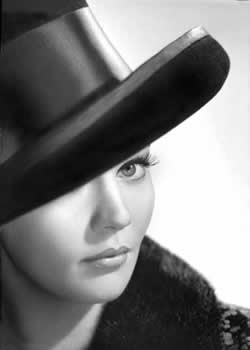
Pinky
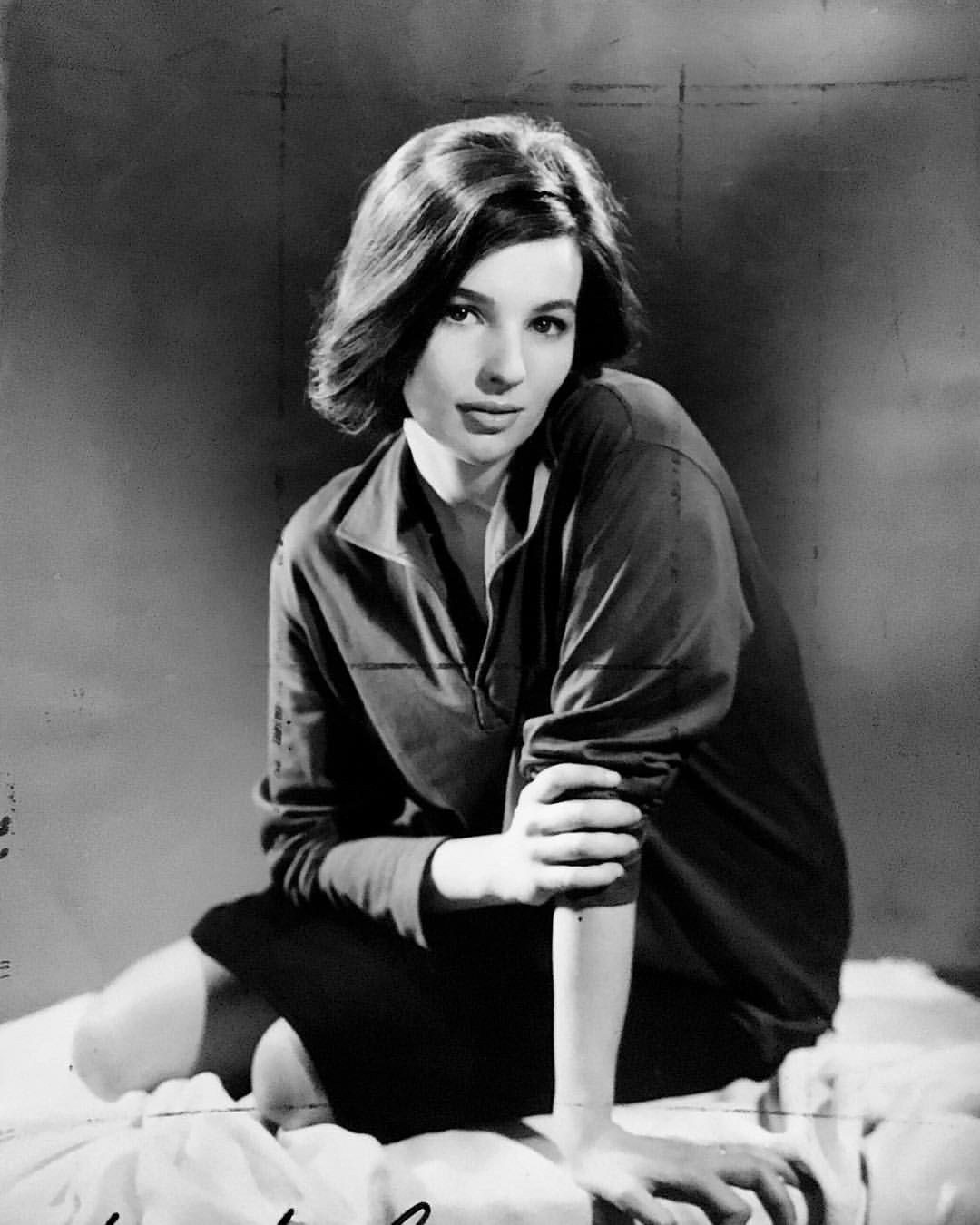
Bárbara Mujica

Tweepersoonsportretten
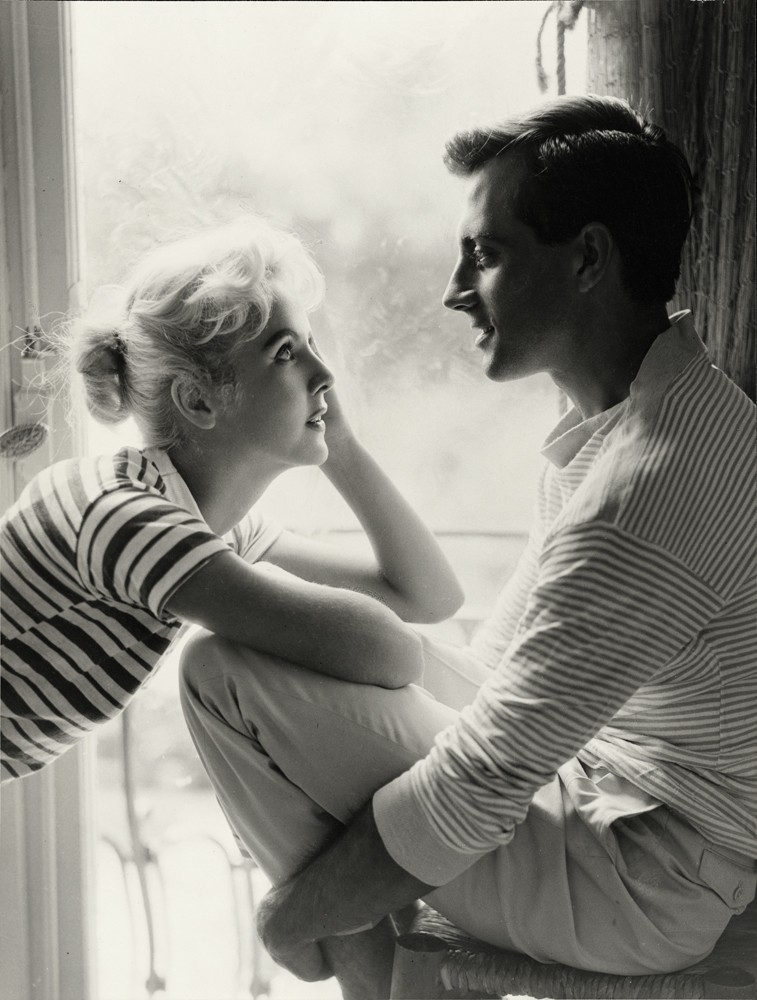
Ana María Casal en Alejandro Rey, 1958.
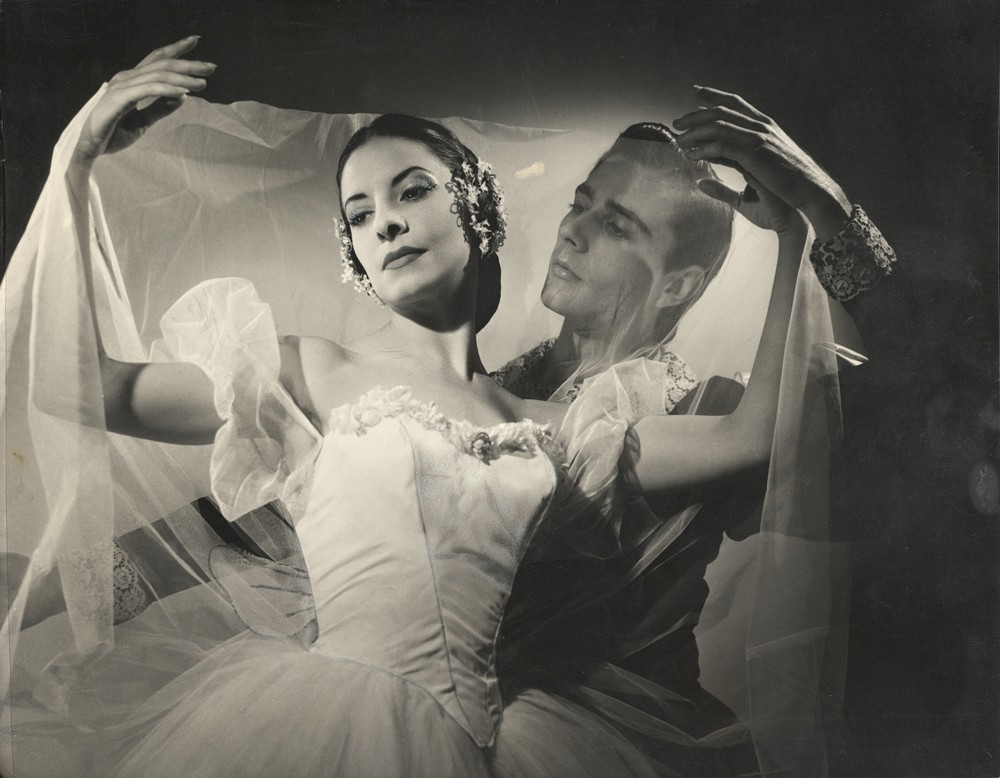
Alicia Alonso en Reyes Fernández in Giselle, 1960
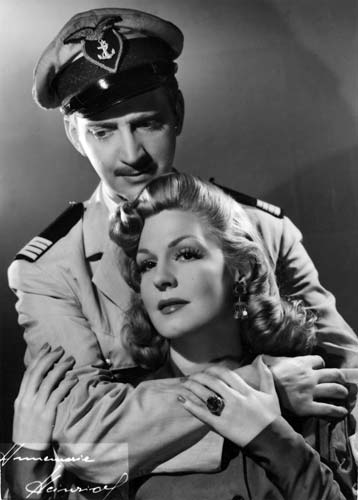
Zully Moreno en Ernesto Bianco

Naaktfoto's
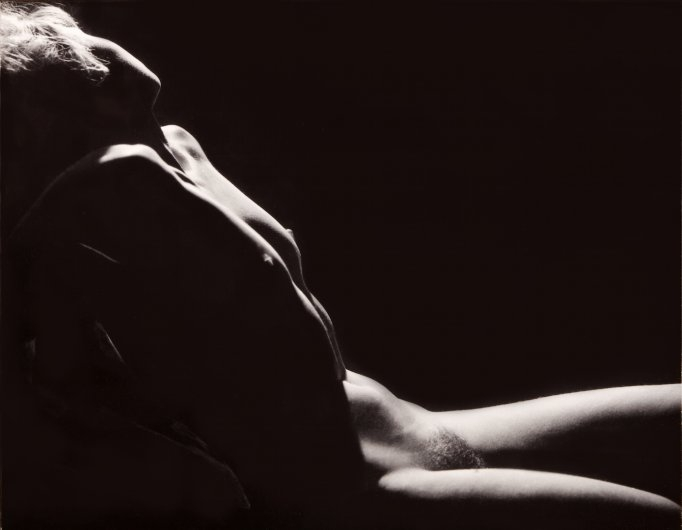
Tida Thamar, 1949
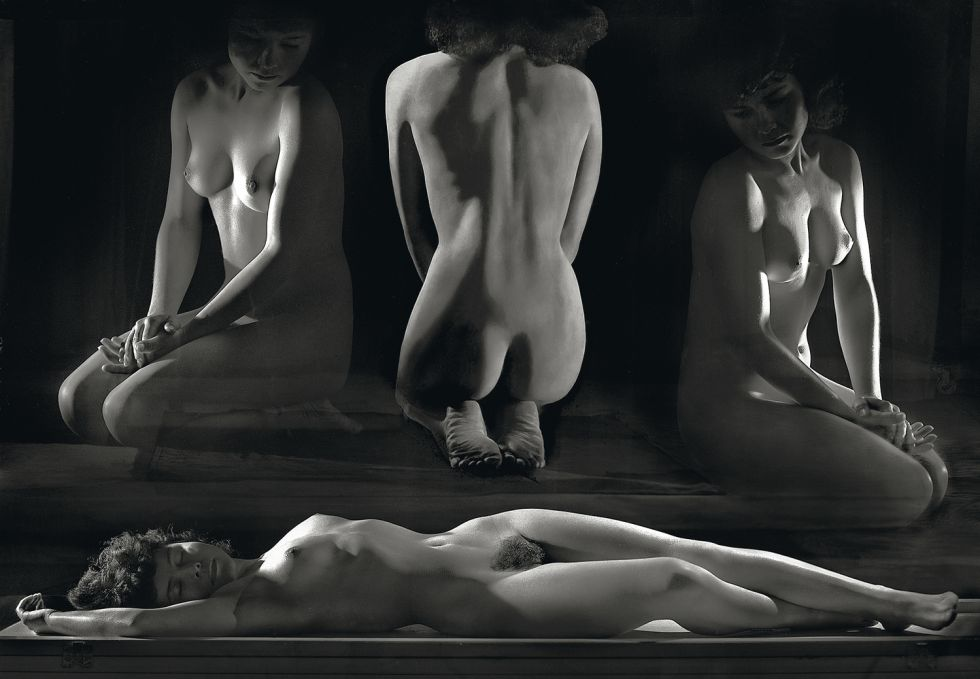
Desnudo VIII, 1946
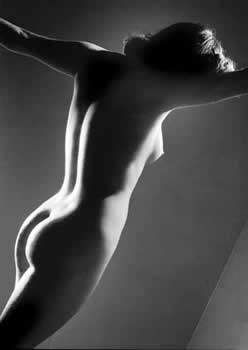
La paloma, 1945
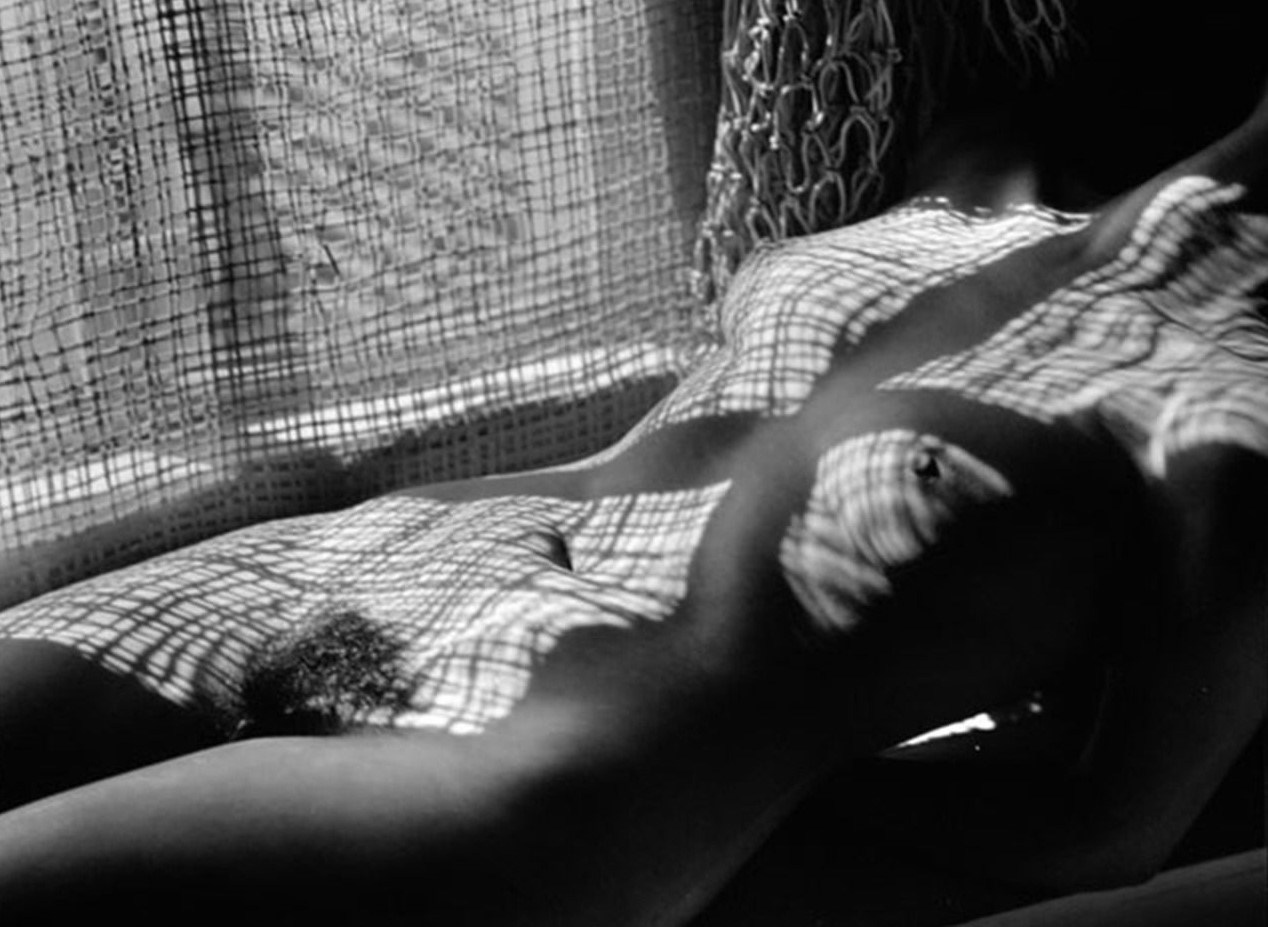
Desnudo XIX, 1948

- Biblioteca Nacional de España: XX942415
- Gemeinsame Normdatei: 139581065
- International Standard Name Identifier: 0000 0000 7140 3342
- Library of Congress Control Number: n88247426
- Musée national d'archéologie, d'histoire et d'art: lkl005263
- PIC: 293388
- RKD-Nederlands Instituut voor Kunstgeschiedenis: 384163
- Système universitaire de documentation: 112941141
- Union List of Artist Names: 500036628
- Virtual International Authority File: 1575946
- WorldCat: E39PBJcWr6DCmxFm9cKr8btMyd